# Lower Subansiri
Der Distrikt Lower Subansiri (wörtlich: „Unterer Subansiri“, Subansiri ist ein großer Fluss in der Region) ist ein Distrikt im indischen Bundesstaat Arunachal Pradesh. Sitz der Distriktverwaltung ist Ziro. Der zugehörige Hierarchische Administrative Subdivision-Code (HASC) lautet: IN.AR.LS.

## Geschichte
Das Gebiet stand jahrhundertelang nominell unter tibetischer Herrschaft. Die McMahon-Linie schlug das Gebiet Britisch-Indien zu und es wurde von Assam aus verwaltet. Da die Chinesen die Shimla-Konvention im Jahr 1914 nicht unterschrieben hatten, betrachten sie das Gebiet als Teil Tibets (Südtibet) und somit Chinas. Die Briten und danach die Inder verwalteten das Gebiet als Teil der North-East Frontier Tracts (ab 1951 North-East Frontier Agency). Es war bis 1948 Teil des 1919 gegründeten Balipara Frontier Tracts und dieses Gebiet trug später den Namen Subansiri Area. Nach der Unabhängigkeit Indiens wurde diese Agency in Subansiri Frontier Division umbenannt. Seit einer weiteren Umbenennung am 1. September 1965 trug dieses Gebiet den Namen Distrikt Subansiri. Die sich widersprechenden Gebietsansprüche führten 1962 zum Indisch-Chinesischen Grenzkrieg und der kurzzeitigen Besetzung durch die Volksrepublik China. Am 13. Mai 1980 spaltete sich der Distrikt Subansiri in die beiden Distrikte Lower Subansiri und Upper Subansiri auf. Seither verlor der Distrikt Lower Subansiri zahlreiche Circles an neue Distrikte. Am 22. September 1992 entstand der Distrikt Papum Pare aus den südwestlichen und südlichen Gebieten des Distrikts, am 16. April 2001 entstand der Distrikt Kurung Kumey (mit dem heutigen Distrikt Kra Daadi) aus den nördlichen Gebieten des Distrikts und am 1. Oktober 2017 der Distrikt Kamle mit weiteren drei Circles aus den östlichsten Gebieten des bisherigen Distrikts.

## Geografie

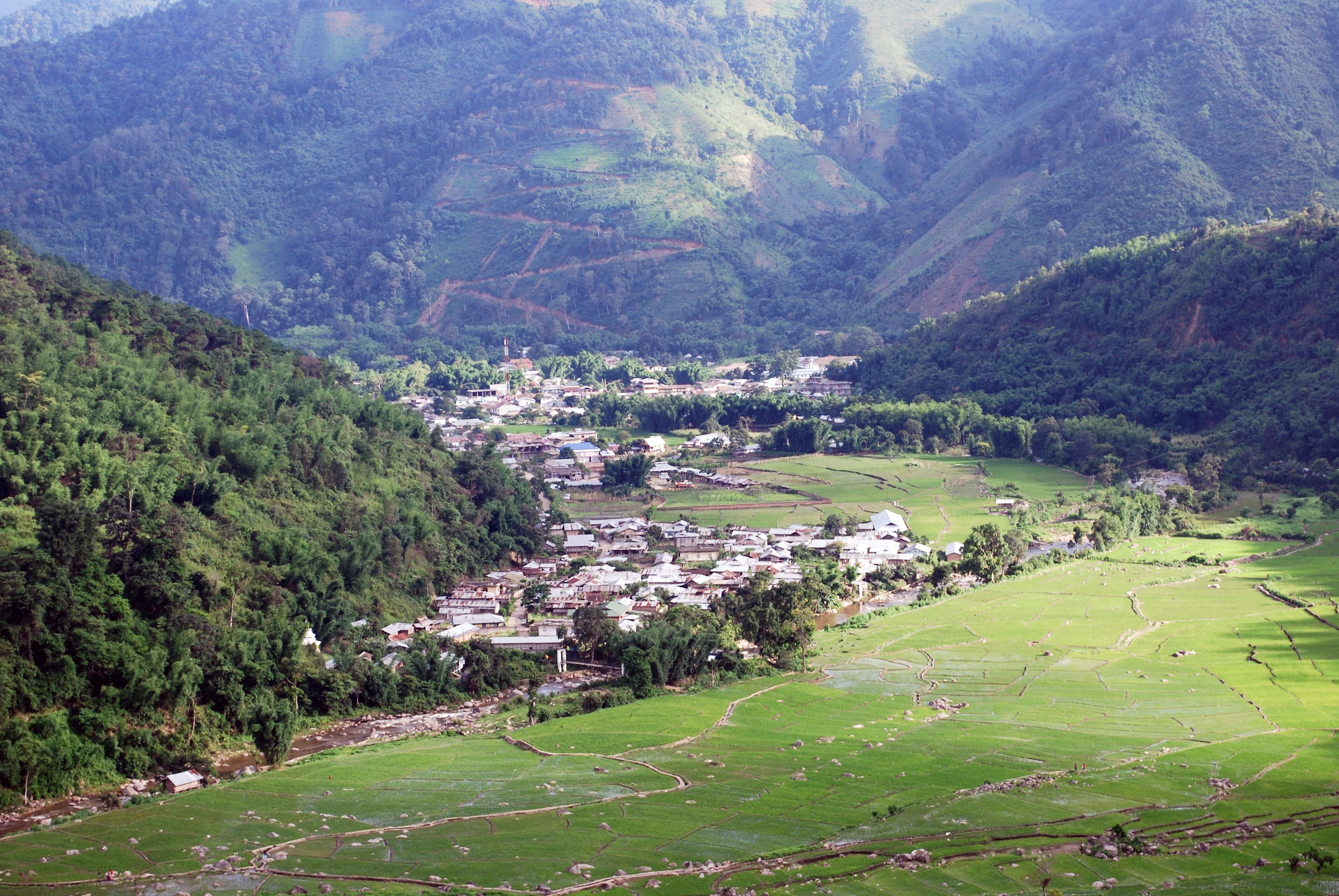
Der Ort Yachuli

Der Distrikt Lower Subansiri liegt zentral in Arunachal Pradesh. Der Distrikt grenzt im Nordwesten und Norden an den Distrikt Kra Daadi, im Nordosten und Osten an den Distrikt Kamle sowie im Südosten, Süden, Südwesten und Westen an den Distrikt Papum Pare. Die Fläche des Distrikts Lower Subansiri schrumpfte durch die Neugründung des Distrikt Kamle 2017 auf 1858 km². Die gesamte Fläche des Distrikts ist bewaldetes Bergland mit einigen Flusstälern. Der wichtigste Fluss ist der Panior. Im Osten des Distrikts liegt das Tale Wildlife Sanctuary.

## Bevölkerung

### Übersicht
Nach der Volkszählung 2011 hat der Distrikt in den heutigen Grenzen 67.751 Einwohner. Die damalige Einwohnerzahl betrug 83.030. Die Differenz ist die Einwohnerzahl der Circles Dollungmukh, Kamporijo und Raga, die seit 2017 zum neuen Distrikt Kamle gehören. Bei 36,5 Einwohnern pro Quadratkilometer ist der Distrikt nur dünn besiedelt. Die Bevölkerungsentwicklung ist typisch für Indien. Zwischen 2001 und 2011 stieg die Einwohnerzahl um 51,1 Prozent. Seit Jahrzehnten ist der Hauptgrund für die starke Bevölkerungszunahme die Zuwanderung. Der Distrikt ist stark ländlich geprägt und hat eine überdurchschnittliche Alphabetisierung. Es gibt keine Dalits (scheduled castes), aber sehr viele Angehörige der anerkannten Stammesgemeinschaften (scheduled tribes).

### Bevölkerungsentwicklung
Vorbemerkung: Bis zur Volkszählung 2001 bestand das Gebiet des heutigen Distrikts nur aus dem Circle Ziro. Alle anderen Circles des Distrikts entstanden aus Teilen dieses Circles. Wie überall in Indien wächst die Einwohnerzahl im Distrikt Lower Subansiri seit Jahrzehnten stark an. Die Zunahme betrug in den Jahren 2001–2011 rund 51 Prozent (51,14 %). In diesen zehn Jahren nahm die Bevölkerung um rund 22.900 Menschen zu. Grund für den Bevölkerungszuwachs ist die Zuwanderung aus anderen Gebieten Indiens und aus Nepal. Die genauen Zahlen verdeutlicht folgende Grafik:

### Bedeutende Orte
Im Distrikt gibt es mit dem Hauptort Ziro nur einen Ort, der als Stadt (town oder census town) gilt. Deshalb ist der Anteil der städtischen Bevölkerung im Distrikt tief. Denn nur 12.806 der 67.751 Einwohner oder 18,90 % leben in städtischen Gebieten.

## Bildung
Trotz bedeutender Anstrengungen ist das Ziel der vollständigen Alphabetisierung noch weit entfernt. Es bestehen starke Unterschiede bei der Alphabetisierung zwischen den Geschlechtern und der Stadtbevölkerung und der Einwohnerschaft auf dem Land. Während fast 9 von 10 männlichen Personen unter der Stadtbevölkerung lesen und schreiben können, liegt die Alphabetisierung der weiblichen Landbevölkerung bei 7 von 10 Personen. Den Stand der Alphabetisierung zeigt die folgende Tabelle:
| Alphabetisierung im Distrikt Lower Subansiri |                   |                   |
| Einheit                                      | Volkszählung 2011 | Volkszählung 2011 |
| Einheit                                      | Anzahl            | Anteil            |
| GESAMT                                       | 46.573            | 76,29 %           |
| Männer                                       | 25.229            | 83,41 %           |
| Frauen                                       | 21.344            | 71,62 %           |
| STADT GESAMT                                 | 9729              | 85,52 %           |
| Stadt-Männer                                 | 5094              | 89,81 %           |
| Stadt-Frauen                                 | 4635              | 81,26 %           |
| LAND GESAMT                                  | 36.844            | 75,70 %           |
| Land-Männer                                  | 20.135            | 81,93 %           |
| Land-Frauen                                  | 16.709            | 69,34 %           |
| Quelle: Ergebnis der Volkszählung 2011       |                   |                   |

## Verwaltungsgliederung
Der Distrikt ist 2021 in die sieben Circles (Kreise) Deed (entstand nach 2011), Old Ziro, Param Putu (Loth; entstand nach 2011), Pistana, Yachuli, Yazali und Ziro (Sadar) eingeteilt.